# Équipe d'Uruguay de football à la Copa América 1967
L'équipe d'Uruguay de football à la Copa América 1967 participe à sa 27e Copa América lors de cette édition 1967 qui se tient à Montevideo en Uruguay du 17 janvier au 2 février 1967.

## Résultats

### Classement final
Les six équipes participantes sont réunies au sein d'une poule unique où chaque formation rencontre une fois ses adversaires. À l'issue des rencontres, l'équipe classée première remporte la compétition.
|   | Équipe    | Pts | J | G | N | P | BP | BC | Diff |
| - | --------- | --- | - | - | - | - | -- | -- | ---- |
| 1 | Uruguay   | 9   | 5 | 4 | 1 | 0 | 13 | 2  | +11  |
| 2 | Argentine | 8   | 5 | 4 | 0 | 1 | 12 | 3  | +9   |
| 3 | Chili     | 6   | 5 | 2 | 2 | 1 | 8  | 6  | +2   |
| 4 | Paraguay  | 4   | 5 | 2 | 0 | 3 | 9  | 13 | -4   |
| 5 | Venezuela | 2   | 5 | 1 | 0 | 4 | 7  | 16 | -9   |
| 6 | Bolivie   | 1   | 5 | 0 | 1 | 4 | 0  | 9  | -9   |

| 17 janvier | Uruguay | 4 | 0 | Bolivie   |
| 21 janvier | Uruguay | 4 | 0 | Venezuela |
| 26 janvier | Uruguay | 2 | 2 | Chili     |
| 29 janvier | Uruguay | 2 | 0 | Paraguay  |
| 2 février  | Uruguay | 1 | 0 | Argentine |

### Matchs
| 17 janvier 1967 | Uruguay                                                             | 4 – 0 | Bolivie | Stade Centenario (Montevideo)                   |                                                 |
| | Rocha 5e · Montero Castillo 44e · Troncoso 55e (csc) · Oyarbide 81e | (2 - 0) |         | Spectateurs : 15 000 Arbitrage : Isidro Ramírez | Spectateurs : 15 000 Arbitrage : Isidro Ramírez |
| Bazzano - Baeza, Varela - Cincunegui, Montero Castillo, Caetano - Pérez ( 24e Salvá), Oyarbide, Vera, Rocha, Urruzmendi | Équipes                                                             | Cobo - Maldonado, Troncoso - Zabalaga, Quiroga, Ja. Herbas - Blacut, Camacho ( Vargas), Agreda, López ( Quinteros), Cortez |         | Spectateurs : 15 000 Arbitrage : Isidro Ramírez | Spectateurs : 15 000 Arbitrage : Isidro Ramírez |

| 21 janvier 1967 | Uruguay                                | 4 – 0 | Venezuela | Stade Centenario (Montevideo)                      |                                                    |
| | Urruzmendi 5e, 34e · Oyarbide 62e, 68e | (2 - 0) |           | Spectateurs : 7 000 Arbitrage : Eunápio de Queiroz | Spectateurs : 7 000 Arbitrage : Eunápio de Queiroz |
| Bazzano - Baeza ( 55e Martínez), Varela - Cincunegui, Montero Castillo, Mujica - Salvá, Oyarbide, Vera ( 81e Acuña), Rocha, Urruzmendi | Équipes                                | Fasano - Mota, Elie, Zarzalejo, G. González, Naranjo - Gala, Tortolero, Mendoza ( P. González) - Ravelo ( Vidal), Santana |           | Spectateurs : 7 000 Arbitrage : Eunápio de Queiroz | Spectateurs : 7 000 Arbitrage : Eunápio de Queiroz |

| 26 janvier 1967 | Uruguay                         | 2 – 2 | Chili                    | Stade Centenario (Montevideo)                   |                                                 |
| | Rocha 15e (pen.) · Oyarbide 68e | (1 - 2)                                                                                                  | Gallardo 2e · Marcos 37e | Spectateurs : 30 000 Arbitrage : Isidro Ramírez | Spectateurs : 30 000 Arbitrage : Isidro Ramírez |
| Bazzano - Martínez, Varela - Cincunegui ( 82e Forlán), Montero Castillo ( 46e Techera), Caetano - Salvá, Oyarbide, Vera ( 61e Pérez), Rocha, Urruzmendi | Équipes                         | Olivares - Adriazola, Cruz - Figueroa, Herrera, Hodge - Prieto, Araya, Marcos ( Tobar), Gallardo, Castro |                          | Spectateurs : 30 000 Arbitrage : Isidro Ramírez | Spectateurs : 30 000 Arbitrage : Isidro Ramírez |

| 29 janvier 1967 | Uruguay                    | 2 – 0 | Paraguay | Stade Centenario (Montevideo)               |                                             |
| | Pérez 32e · Urruzmendi 66e | (1 - 0) |          | Spectateurs : 17 000 Arbitrage : Mario Gasc | Spectateurs : 17 000 Arbitrage : Mario Gasc |
| Mazurkiewicz - Baeza ( 73e Paz), Varela - Cincunegui, Montero Castillo ( 43e Techera), Mujica - Pérez, Oyarbide ( 46e Vera), Salvá, Rocha, Urruzmendi | Équipes                    | Judis - R. Colmán, Patiño - S. Rojas, R. González, Miranda - J. C. Rojas, Apocada ( Delgadillo), Del Puerto ( Riveros), Valdez, Mora |          | Spectateurs : 17 000 Arbitrage : Mario Gasc | Spectateurs : 17 000 Arbitrage : Mario Gasc |

| 2 février 1967 | Uruguay   | 1 – 0 | Argentine | Stade Centenario (Montevideo)               |                                             |
| | Rocha 74e | (0 - 0) |           | Spectateurs : 65 000 Arbitrage : Mario Gasc | Spectateurs : 65 000 Arbitrage : Mario Gasc |
| Mazurkiewicz - Baeza, Varela - Cincunegui ( 82e Forlán), Paz, Mujica - Pérez, Oyarbide ( 46e Vera), Salvá ( 63e Techera), Rocha, Urruzmendi | Équipes   | Roma - Rattín, Marzolini - Acevedo, Albrecht, Calics - Bernao ( 75e Raffo), González, Artime, Sarnari ( 80e Rojas), Más ( 75e Carone) |           | Spectateurs : 65 000 Arbitrage : Mario Gasc | Spectateurs : 65 000 Arbitrage : Mario Gasc |

| Copa América 1967 - Vainqueur Uruguay 11e titre |